# Kloogaranna
Kloogaranna (‘Strand van Klooga’, Duits: Lodensee-Strand) is een plaats in de Estlandse gemeente Lääne-Harju, provincie Harjumaa. De plaats heeft de status van dorp (Estisch: küla).
Tot in oktober 2017 behoorde Kloogaranna tot de gemeente Keila vald. In die maand ging Keila vald op in de fusiegemeente Lääne-Harju.

## Bevolking
Het dorp had 213 inwoners op 31 december 2011 en 259 inwoners op 31 december 2021.

## Ligging
Kloogaranna is een badplaats aan de Baai van Lahepere (Estisch: Lahepere laht), een onderdeel van de Finse Golf; het zandstrand heeft een lengte van 2 km. Het station is het eindpunt van de spoorlijn Klooga - Kloogaranna.

## Geschiedenis
Kloogaranna ontstond op het eind van de 19e eeuw op grond van het landgoed Klooga en bestond oorspronkelijk vooral uit datsja's. In 1930 werd de plaats verzelfstandigd als groter dorp of vlek (Estisch: alevik). In de jaren zeventig van de 20e eeuw had ze de status van nederzetting (Estisch: asund) en vanaf 1977 die van dorp.

## Foto's

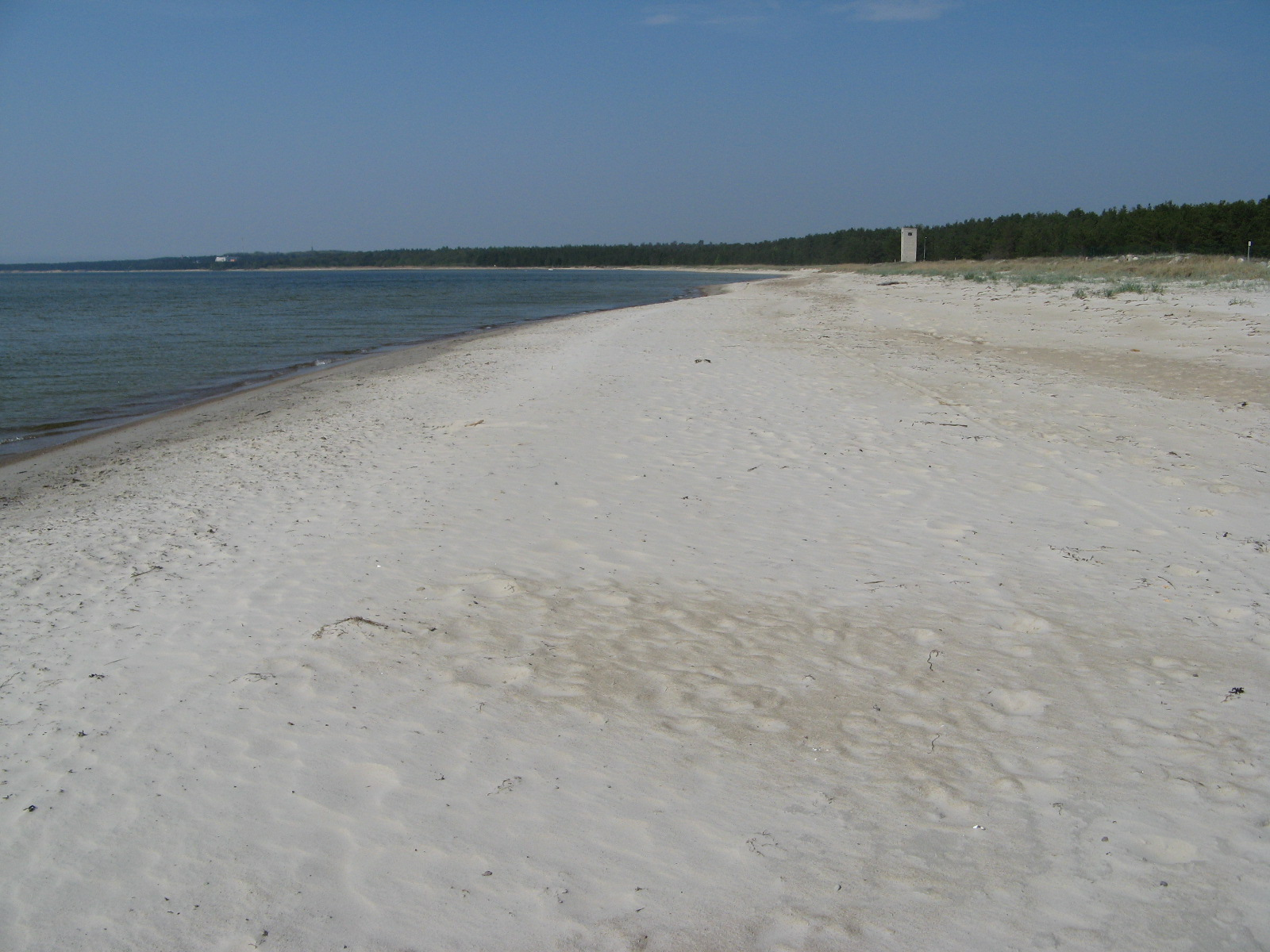
Strand
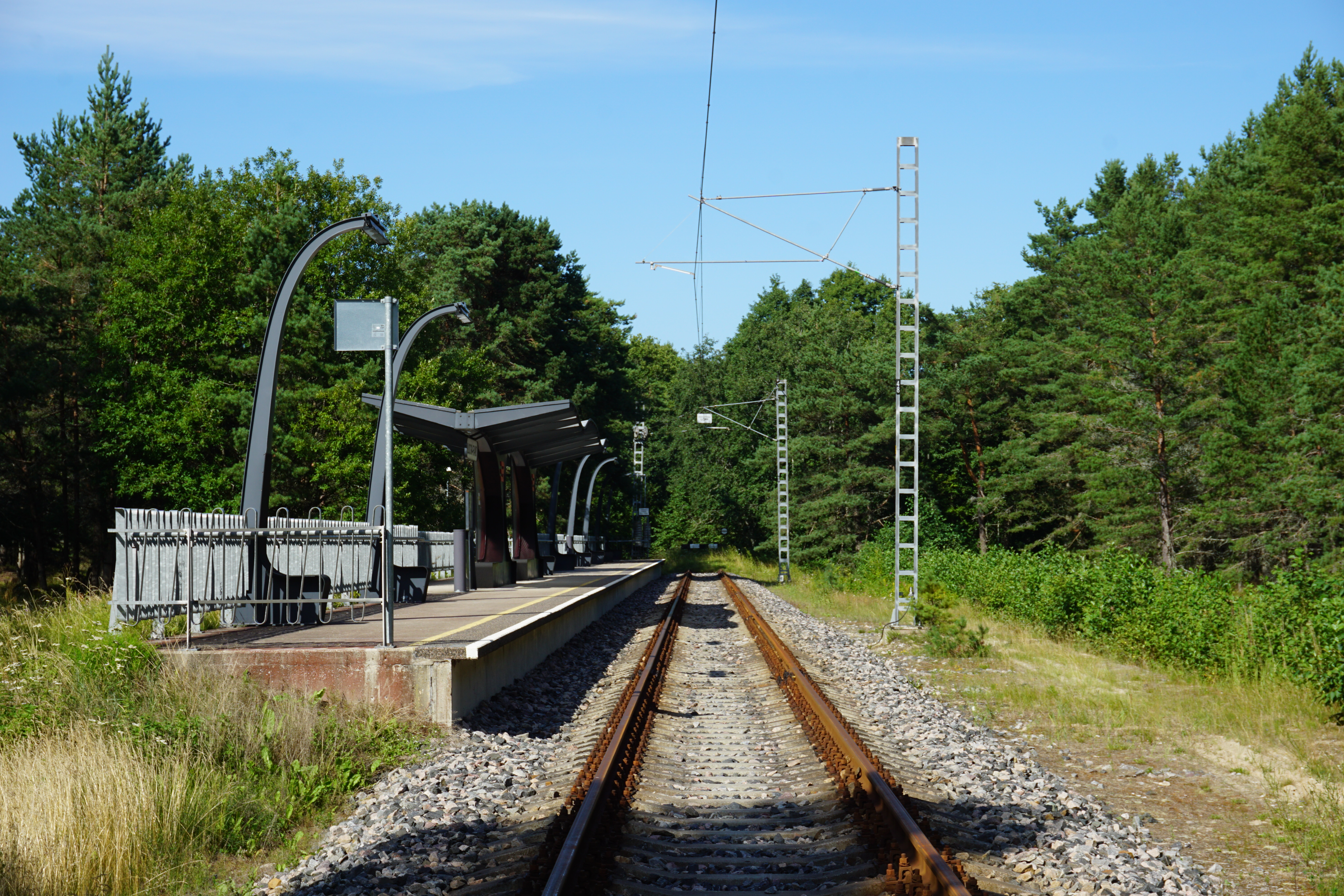
Station